# Вуйшке (Вайсенберг)
Ву́йшке или Ву́йежк (нем. Wuischke; в.-луж. Wuježkо файле) — сельский населённый пункт в статусе городского района Вайсенберга, район Баутцен, федеральная земля Саксония, Германия.

## География
Находится на берегу реки Wuishker Dorfgraben (Wuježčanska hrjebja) примерно в 1,5 километрах севернее Вайсенберга. На юге от деревни проходит автомагистраль A4. Ранее на западе от деревни проходила железнодорожная линия Вайсенберг — Бауцтен, от которой на юге от деревни сохранился железнодорожный виадук.
Соседние населённые пункты: на северо-востоке — деревня Гебельциг (Гбельск) коммуны Хоэндубрау, на юге — Вайсенберг, на юго-западе — деревня Вайха (Виховы), на западе — деревня Грёдиц (Гроджишчо) и на северо-западе — деревня Форверк (Вудвор).
Серболужицкий натуралист Михал Росток в своём сочинении «Ležownostne mjena» упоминает земельные наделы в окрестностях деревни под наименованиями: Wosanca, Hilbjeńcy, Sćina, Syćinki, Stare brohi, Kopr, Wólšina, Pamplka, Kšibjeńca, Skały, Trawjeńčk, Łužk, Nowy hat, Šěroke, Na poslěnim, Na wuzkim.

## История
Впервые упоминается в 1419 году под наименованием «Vgestchen circa Gredes». С 1936 по 1994 года входила в коммуну Грёдиц. В 1994 году деревня вошла в городские границы Вайсенберга.
С 1815 до 1945 года около населённого пункта проходила саксонско-прусская граница.
В настоящее время деревня входит в состав культурно-территориальной автономии «Лужицкая поселенческая область», на территории которой действуют законодательные акты земель Саксонии и Бранденбурга, содействующие сохранению лужицких языков и культуры лужичан.
Исторические немецкие наименования
- Vgestchen circa Gredes, 1419
- Wuijeßk, 1545
- Vigst, 1569
- Wuiischke, 1658
- Wüischke, 1791
- Wuischke b. Weißenberg, 1875
- Ziegen-Wuischke, 1920

Историческое серболужицкое наименование
- Kozacy Wuježk[6]

## Население
Официальным языком в населённом пункте, помимо немецкого, является также верхнелужицкий язык.
Согласно статистическому сочинению «Dodawki k statisticy a etnografiji łužickich Serbow» Арношта Муки в 1884 году в деревне проживало 71 жителей (из них — 64 лужичанина (90 %)).
| 1834 | 1871 | 1890 | 1910 | 1925 | 2016 |
| ---- | ---- | ---- | ---- | ---- | ---- |
| 72   | 89   | 72   | 60   | 68   | 35   |

## Достопримечательности
Культурные памятники федеральной земли Саксония
Всего в населённом пункте находятся три объекта памятников культуры и истории:
| № | Объект                                                                 | Немецкое наименование                                                                  | Датировка   | Месторасположение | Номер объекта в реестре | Фото |
| - | ---------------------------------------------------------------------- | -------------------------------------------------------------------------------------- | ----------- | ----------------- | ----------------------- | ---- |
| 1 | Железнодорожный виадук                                                 | Eisenbahnviadukt                                                                       | 1880        |                   | 09251832                |      |
| 2 | Жилой дом, здание мельницы и хозяйственная постройка напротив мельницы | Wohn- und Mühlengebäude und gegenüber liegende Scheune eines ehemaligen Mühlenanwesens | 1840 — 1850 | Wuischke 11       | 09251833                |      |
| 3 | Жилой дом с конюшней, пристройка и сарай трёхстороннего двора          | Wohnstallhaus, Seitengebäude und Scheune eines Dreiseithofes                           | 1820 год    | Wuischke 12       | 09252048                |      |